# Schmidtlerschleif
Schmidtlerschleif ist Ortsteil der Gemeinde Georgenberg im Bezirk Oberpfalz im Landkreis Neustadt an der Waldnaab.

## Geographische Lage
Die Einöde Schmidtlerschleif liegt ungefähr 4,4 Kilometer südwestlich von Georgenberg im Zottbachtal, 700 Meter südlich der Staatsstraße 2396.
Schmidtlerschleif liegt auf der Ostseite des Zottbaches zwischen Neuenhammer und Prollermühle.

## Geschichte
Schmidtlerschleif (auch: Schmidlerschleif, Schmittlerwerk) war Gemeindeteil der Gemeinde Dimpfl.
Zur Gemeinde Dimpfl gehörten Dimpfl selbst, Galsterlohe, Hammermühle, Kühtränk, Papiermühle, Prollermühle, Rehberg, Rehlohe und Schmidtlerschleif.
1867 hatte Schmidtlerschleif 25 Einwohner und 4 Gebäude.
Schmidtlerschleif gehörte zur Gemeinde Dimpfl zu der außer Dimpfl selbst mit 123 Einwohnern und 39 Gebäuden noch Galsterlohe (einschließlich Ziegelhütte) mit 69 Einwohnern und 10 Gebäuden, Hammermühle mit 11 Einwohnern und 3 Gebäuden, Kühtränk mit 11 Einwohnern und 4 Gebäuden, Papiermühle mit 12 Einwohnern und 4 Gebäuden, Prollermühle mit 6 Einwohnern und 4 Gebäuden, Rehberg mit 94 Einwohnern und 24 Gebäuden, Rehloh mit 9 Einwohnern und 3 Gebäuden zählten.
1887 betrieb die Firma Kupfer&Glaser eine Spiegelschleife in Schmidtlerschleif (= Schmittlerwerk).
1970 fand eine Volksabstimmung zur freiwilligen Gebietsreform statt.
In der Folge wurde zum 1. Januar 1971 die Gemeinde Dimpfl nach Georgenberg eingemeindet.
Auf diese Weise gelangte auch Schmidtlerschleif in die Gemeinde Georgenberg.

## Religion
Schmidtlerschleif gehört zur Pfarrei Neukirchen zu St. Christoph und zum Dekanat Leuchtenberg.
Die ältesten Einträge in die Kirchenbücher der Pfarrei Neukirchen zu St. Christoph zur Ortschaft Schmidtlerschleif (= Schmittlerwerk) stammen aus dem Jahr 1757 (Taufmatrikel).
1838 wurde Schmidtlerschleif nicht aufgeführt.
1913 hatte Schmidtlerschleif ein Haus und 12 Katholiken.
Die Pfarrei Neukirchen zu St. Christoph hatte zu dieser Zeit 1474 Katholiken und 6 Protestanten.
1990 lebten in Schmidtlerschleif 6 Katholiken. Die Pfarrei Neukirchen zu St. Christoph hatte zu dieser Zeit 1541 Katholiken und 24 Nichtkatholiken.